# Isaac de Caus
Pour les articles homonymes, voir Caus.

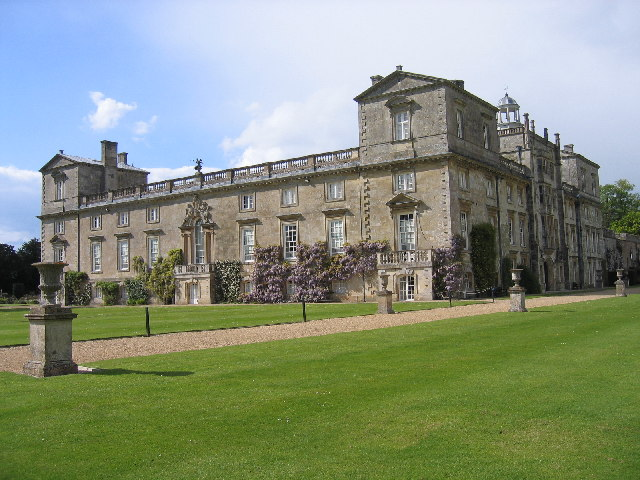
Vue de Wilton House, la plus grande des réalisations d’Isaac de Caus.

Isaac de Caus, né à Dieppe en 1590 et mort à Paris le 22 février 1648, est un ingénieur architecte français.

## Biographie
Isaac de Caus se rend, en 1612, en Angleterre pour travailler avec son parent Salomon de Caus. Élève de l’architecte des rois Jacques Ier et Charles Ier, Inigo Jones, il a participé à certains de ses travaux. Il fut employé à la décoration extérieure de Gorhambury et de Campden House, Kensington. On lui doit la création de Wilton House, la résidence de campagne des comtes de Pembroke, construite en style vénitien. Jusqu’à il y a peu, la conception de cette propriété, comprenant deux grandes salles de réception et où se trouvent - à l’époque - des peintures d'Antoine van Dyck pour le comte de Pembroke, était attribuée à Inigo Jones, mais on est à présent à peu près sûr de la paternité d’Isaac de Caus, considéré comme l’un des principaux architectes du baroque anglais.
Isaac de Caus est également connu par son livre publié à Londres en 1644, in-folio avec figures, intitulé : Nouvelle invention de lever l’eau plus haut que sa source, avec quelques machines mouvantes par le moyen de l’eau, et un discours de la conduite d’ycelle : après un avant-propos où l’auteur expose quelques notions générales, il passe à la Théorie de la conduite des eaux, première partie qui contient la démonstration de 19 propositions ayant, la plupart, pour but d’amener le lecteur à l’intelligence de la machine hydraulique dont il donne la description. D’une construction très simple, cette machine, selon l’auteur, « entre toutes machines pneumatiques c’est celle qui avec moins de force fait eslever plus d’eau », et ce qui est à considérer, elle l’élève à telle hauteur que l’on veut, et sans le secours d’une chute d’eau. Si cette machine fonctionnait selon les prévisions de l’inventeur, elle réaliserait le mouvement perpétuel, car les résistances à vaincre concourent elles-mêmes à la production du mouvement. Elle est fondée sur le principe de la compressibilité de l’air et de l’incompressibilité [relative] de l’eau, combiné avec la pression atmosphérique. À cette époque où les sciences physiques et mécaniques étaient encore à leurs débuts, Isaac de Caus était encore tout pénétré de l’horreur que la nature a du vide. « L’eau monte, écrit-il, contre son cours ordinaire pour éviter vacuité, laquelle est plus répugnante à nature que le contraire mouvement de cest élément. » C’est ainsi que toutes les erreurs ont trouvé leur explication naturelle qui a satisfait la science pendant un temps.
Intitulée Forces mouvantes, la deuxième partie de la Nouvelle invention de lever l’eau consiste dans l’explication de vingt-six planches placées à la fin du volume. Isaac de Caus y emprunte, mot pour mot, à Salomon de Caus la plupart de ses problèmes, tels que ses oiseaux qui chantent, son cygne qui boit, sa chouette qui fait l’office de maître de chapelle, son Cyclope qui joue du flageolet, sa Galatée qui se promène sur les eaux, son horloge qui marche et son jeu d’orgues qui sonne par le moyen de l’eau, sa statue de Memnon, etc. Il lui emprunte ses plus belles inventions, sans même le citer, s’en emparant comme de son héritage, comme de son bien. Mais le problème qui devait faire à Salomon de Caus un nom immortel - il dédaigne de le reproduire - il n’y voit qu’un jeu d’enfant. Il pensait, et peut-être avec raison, que sa « machine fort subtille pour faire élever une eau dormante, par le moyen du soleil », avait une plus grande valeur pratique. Aussi ne manque-t-il pas de se l’approprier. De la découverte et de l’application de la force élastique de l’air mue par la chaleur à la découverte et à l’application de la force élastique de la vapeur, il n’y avait que la distance d’une analogie, d’un rapprochement, d’une idée. Pour augmenter la chaleur, Salomon de Caus employait même des miroirs ardents : « ce qui, observe-t-il, causera une grande chaleur à l’eau, et par ce moyen, elle sortira en plus grande abondance. »
Dans son avant-propos, Isaac de Caus apprend à ses lecteurs qu’il s’occupait d’un commentaire sur les livres d’Archimède, mais les bibliographes ne parlent pas de cet ouvrage. Comme Salomon, Isaac de Caus cite Du Bartas en l’appelant un excellent poète. À cette époque d’animosités religieuses, les jugements, même littéraires, se dégageaient difficilement des préventions des partis. Un écrivain catholique n’eût pas cité l’auteur de la Sepmaine sans apporter quelque restriction à ses éloges, et même il ne l’eût pas cité sans y être obligé par la nature de son sujet. Il paraît avoir fait baptiser, le 1er novembre 1627, à l’église française de Threadneedle Street, une fille du nom de Suzanne de Caus qu’il aurait eue de sa femme Marguerite. À sa mort, il fut enterré au cimetière des Saints-Pères à Paris.